# Peraxilla colensoi
Peraxilla colensoi är en tvåhjärtbladig växtart som beskrevs av Van Tiegh.. Peraxilla colensoi ingår i släktet Peraxilla och familjen Loranthaceae. Inga underarter finns listade i Catalogue of Life.